# Брахманбария
Брахманбария или Брахманбариа(бенг. ব্রাহ্মণবাড়িয়া) — город и муниципалитет на востоке Бангладеш, административный центр одноимённого округа. Муниципалитет был основан в 1869 году. Площадь города равна 17,58 км². По данным переписи 2001 года, в городе проживало 131 334 человека, из которых мужчины составляли 51,34 %, женщины — соответственно 48,66 %. Уровень грамотности взрослого населения составлял 52,3 % (при среднем по Бангладеш показателе 43,1 %). Город является крупным культурным центром Бангладеш.